# Benny Varghese Edathattel
Benny Varghese Edathattel (* 22. April 1970 in Njayappilly, Kerala) ist ein indischer römisch-katholischer Geistlicher und Bischof von Itanagar.

## Leben
Benny Varghese Edathattel besuchte das Knabenseminar Good Shepherd in Dimapur und studierte hier Philosophie am Salesian College. Sein Theologiestudium absolvierte er am Oriens Theological College in Shillong. Am 19. April 1999 empfing er das Sakrament der Priesterweihe für das Bistum Kohima.
Seine erste Anstellung erhielt er als Kaplan und stellvertretender Schulleiter in Tuensang. Von 2002 bis 2004 war er Studiendekan und Verwalter des St. Xavier’s Seminary sowie Direktor des landwirtschaftlichen Ausbildungs- und Produktionszentrums in Jalukie. Von 2004 bis 2007 studierte er am East Asian Pastoral Institute der Ateneo de Manila University in Manila. Hier erwarb er ein Diplom im Fach Seelsorgsdienst und einen Master in Pastoraltheologie mit einer Spezialisierung auf die Kleinen Christlichen Gemeinschaften. Während dieser Zeit war er zusätzlich in Marikina in der Pfarrei Our Lady of the Abandoned in der Seelsorge tätig. Von 2007 bis 2011 war er Sekretär des Bischofs von Kohima, Jose Mukala, und Diözesankoordinator der Kleinen Christlichen Gemeinschaften. Während dieser Zeit studierte er von 2008 bis 2010 an der Gauhati University und erwarb einen Master in Geschichtswissenschaft. Von 2011 bis 2016 war er Pfarrer in Kiphire und erwarb in der Zeit von 2012 bis 2013 am Mirza Teachers’ Training College einen Bachelor in Erziehungswissenschaft. Von 2016 bis 2020 war er Administrator des St. Joseph’s College in Jakhama und Gastprofessor am Oriens Theological College in Shillong. Ab 2021 war er Pfarrer des St. Joseph’s Centre in Songlhuh
Papst Franziskus ernannte ihn am 29. Juni 2023 zum Bischof von Itanagar. Der Erzbischof von Guwahati, John Moolachira, spendete ihm am 15. Oktober desselben Jahres in der Herz-Jesu-Kirche von Naharlagun die Bischofsweihe. Mitkonsekratoren waren sein Amtsvorgänger John Thomas Kattrukudiyil und der Bischof von Kohima, James Thoppil.